# کاترینا گالور
کاترینا گالور (عبری: קתרינה מ. גלאור‎ ; متولد ۱۹۶۶) پژوهشگر تاریخ هنر و باستان‌شناس اسرائیلی الاصل آلمانی است که متخصص حوزهٔ اسرائیل-فلسطین است. او از سال ۱۹۹۸ در دانشگاه براون تدریس می‌کند.
او در کشورهای آلمان (کومینیوس جیمازیوم)، فرانسه (دانشگاه اکس مارسی)، اسرائیل (دانشگاه عبری) و ایالات متحده (دانشگاه براون) تحصیل کرده‌است.
او جلسه‌های تدریس حضوری را در مدرسه باستان‌شناسی کتاب مقدس در فرانسه و مدرسه روثبرگ در دانشگاه عبری در اورشلیم، و در دانشگاه هومبولت در برلین، و دانشگاه تافتس و مدرسه طراحی رود آیلند در ایالات متحده برگزار کرده‌است. او در مؤسسه تحقیقات باستان‌شناسی ویلیام فاکسول آلبرایت در اورشلیم، و همچنین در مؤسسه باستان‌شناسی در دانشگاه عبری، در کالج مطالعات باستان برلین، و مرکز سلما استرن برای مطالعات یهودی در برلین-براندنبورگ، و مرکز کرنوی بنیاد انیشتین برلین فعالیت کرده. او زمانی به عنوان رئیس مؤسسه باستان‌شناسی در بخش ناراگانست، رود آیلند خدمت کرد.
گالور به عنوان یک باستان‌شناس میدانی بین سال‌های ۱۹۸۸ و ۲۰۰۶ با تمرکز بر قومیت، وابستگی مذهبی و جنسیت در فرانسه و شام کاوش کرده‌است. یکی از سایت‌هایی که او در آن‌ها کار کرد، سایت باستانی آرسوف بود. از سال ۲۰۰۶ علایق او به مطالعات میراث فرهنگی با تمرکز بر درگیری اسرائیل و فلسطین تغییر کرده‌است.
انتشارات او عبارتند از : باستان‌شناسی اورشلیم: از ریشه‌ها تا عثمانی (انتشارات دانشگاه ییل، ۲۰۱۳؛ نویسنده مشترک هانسولف بلودهورن)، یافتن اورشلیم: باستان‌شناسی بین علم و ایدئولوژی (انتشارات دانشگاه کالیفرنیا، ۲۰۱۷)، و مثلث اخلاقی. آلمانی‌ها، اسرائیلی‌ها، فلسطینی‌ها (انتشارات دانشگاه دوک، ۲۰۲۰؛ تألیف مشترک با ساعد عطشان). در سال ۲۰۱۸، کمک مالی سه ساله‌ای از مؤسسه لئو بک برای تکمیل پروژه کتاب فعلی خود در مورد زنان یهودی، به او اعطا شد.

## انتشارات
- باستان‌شناسی اورشلیم: از ریشه‌ها تا عثمانی‌ها (نیوهاون: انتشارات دانشگاه ییل، ۲۰۱۳؛ با H. Bloedhorn).
- یافتن اورشلیم: باستان‌شناسی بین علم و ایدئولوژی (برکلی: انتشارات دانشگاه کالیفرنیا، ۲۰۱۷).
- مثلث اخلاقی: آلمانی‌ها، اسرائیلی‌ها، فلسطینی‌ها (دورهم: انتشارات دانشگاه دوک، ۲۰۲۰؛ با ساعد عطشان).
- قمران. سایت طومارهای دریای مرده. تفاسیر و بحث‌های باستان‌شناسی. مجموعه مقالات کنفرانس برگزار شده در دانشگاه براون ۱۷–۱۹ نوامبر ۲۰۰۲، (ویرایشات) K. Galor, J. -B. هامبرت، و جی. زنگنبرگ، (بوستون: بریل، ۲۰۰۶).
- عبور از شکاف: منابع، مسیرها، الگوهای سکونت و تعامل در وادی آرباه، مجموعه مقالات کنفرانس برگزار شده در موزه تاریخ طبیعی فرنبانک در آتلانتا، GA، ۱۹ نوامبر ۲۰۰۳، (ویرایش.) P. Bienkowski و K. Galor، در Levant Supplementary Series 3 (Winona Lake: Eisenbrauns, 2006).
- از انطاکیه تا اسکندریه. مطالعات معماری داخلی در دوران روم و بیزانس، (ویرایشات) Galor, K. and Waliszewski, T. Warsaw: Institute of Archaeology, University of Warsaw, 2007.
- کشف اورشلیم: ۱۵۰ سال تحقیق باستان‌شناسی در شهر مقدس. مجموعه مقالات کنفرانس که در ۱۲ تا ۱۴ نوامبر ۲۰۰۶ در دانشگاه براون برگزار شد، (ویرایشات) K. Galor و G. Avni (دریاچه Winona: Eisenbrauns، 2011).[۴]
- جنسیت و هنجارهای اجتماعی در اسرائیل باستان، یهودیت اولیه و مسیحیت. متون و فرهنگ مادی. مجموعه مقالات کنفرانس برگزار شده در دانشگاه کوبلنتس-لانداو، آلمان، ۱۸ تا ۲۱ فوریه ۲۰۱۶، (ویرایشات)، M. Bauks, K. Galor و J. Hartenstein، در Journal of Ancient Judaism. مکمل‌ها (Göttingen: Vandenhoeck & Ruprecht، ۲۰۱۹).